# Rugby Canada Super League 2002
Rugby Canada Super League 2002 – piąta edycja najwyższej klasy rozgrywkowej w rugby union w Kanadzie. Zawody odbywały się w dniach 25 maja–27 lipca 2002 roku.
Jedną z drużyn biorących udział w zmaganiach ligowych była The Academy – utrzymywana przez Rugby Canada i złożona z zawodników poniżej 23 lat. W zawodach triumfowała drużyna Vancouver Island Crimson Tide, która w finałowym pojedynku pokonała zespół Newfoundland Rock 6–3.

## Faza grupowa

### Dywizja wschodnia
| 25 maja 2002 | Ottawa Harlequins | 14:10 | Montreal Menace | Ottawa |
| 25 maja 2002 |                   | 14:10 |                 | Ottawa |

| 28 maja 2002 | The Academy | 19:22 | Newfoundland Rock | Richardson Memorial Stadium, Kingston |
| 28 maja 2002 |             | 19:22 |                   | Richardson Memorial Stadium, Kingston |

| 31 maja 2002 | Ottawa Harlequins | 6:34 | Newfoundland Rock | Twin Elm Rugby Park, Ottawa |
| 31 maja 2002 |                   | 6:34 |                   | Twin Elm Rugby Park, Ottawa |

| 7 czerwca 2002 | Montreal Menace | 13:11 | Nova Scotia Keltics | Lower Canada College, Montreal |
| 7 czerwca 2002 |                 | 13:11 |                     | Lower Canada College, Montreal |

| 9 czerwca 2002 | Toronto Renegades | 41:6 | Nova Scotia Keltics | Toronto |
| 9 czerwca 2002 |                   | 41:6 |                     | Toronto |

| 12 czerwca 2002 | The Academy | 6:27 | Toronto Renegades | Kingston |
| 12 czerwca 2002 |             | 6:27 |                   | Kingston |

| 14 czerwca 2002 | Black Spruce Rugby | 13:17 | Ottawa Harlequins |  |
| 14 czerwca 2002 |                    | 13:17 |                   |  |

| 15 czerwca 2002 | Montreal Menace | 13:20 | Toronto Renegades | Montreal |
| 15 czerwca 2002 |                 | 13:20 |                   | Montreal |

| 16 czerwca 2002 | Nova Scotia Keltics | 25:22 | Ottawa Harlequins |  |
| 16 czerwca 2002 |                     | 25:22 |                   |  |

| 21 czerwca 2002 | Toronto Renegades | 52:10 | Black Spruce Rugby | Brampton RFC, Brampton |
| 21 czerwca 2002 |                   | 52:10 |                    | Brampton RFC, Brampton |

| 22 czerwca 2002 | Ottawa Harlequins | 18:17 | The Academy | Twin Elm Rugby Park, Ottawa |
| 22 czerwca 2002 |                   | 18:17 |             | Twin Elm Rugby Park, Ottawa |

| 23 czerwca 2002 | Montreal Menace | 7:9 | Black Spruce Rugby | Montreal |
| 23 czerwca 2002 |                 | 7:9 |                    | Montreal |

| 28 czerwca 2002 | Nova Scotia Keltics | 6:21 | Newfoundland Rock |  |
| 28 czerwca 2002 |                     | 6:21 |                   |  |

| 29 czerwca 2002 | Toronto Renegades | 77:5 | Ottawa Harlequins | Brampton RFC, Brampton |
| 29 czerwca 2002 |                   | 77:5 |                   | Brampton RFC, Brampton |

| 1 lipca 2002 | Black Spruce Rugby | 17:54 | Newfoundland Rock |  |
| 1 lipca 2002 |                    | 17:54 |                   |  |

| 6 lipca 2002 | Black Spruce Rugby | 10:25 | The Academy | Loyalist RFC, Fredericton |
| 6 lipca 2002 |                    | 10:25 |             | Loyalist RFC, Fredericton |

| 6 lipca 2002 | Newfoundland Rock | 10:0 | Montreal Menace | St. John's |
| 6 lipca 2002 |                   | 10:0 |                 | St. John's |

| 9 lipca 2002 | Nova Scotia Keltics | 14:38 | The Academy |  |
| 9 lipca 2002 |                     | 14:38 |             |  |

| 13 lipca 2002 | Newfoundland Rock | 18:10 | Toronto Renegades | St. John's |
| 13 lipca 2002 |                   | 18:10 |                   | St. John's |

| 13 lipca 2002 | Nova Scotia Keltics | 19:17 | Black Spruce Rugby |  |
| 13 lipca 2002 |                     | 19:17 |                    |  |

| 14 lipca 2002 | The Academy | 20:15 | Montreal Menace | Kingston |
| 14 lipca 2002 |             | 20:15 |                 | Kingston |

### Dywizja zachodnia
| 25 maja 2002 | Vancouver Island Crimson Tide | 51:3 | Edmonton Gold | Victoria |
| 25 maja 2002 |                               | 51:3 |               | Victoria |

| 31 maja 2002 | Saskatchewan Prairie Fire | 24:25 | Vancouver Wave |  |
| 31 maja 2002 |                           | 24:25 |                |  |

| 2 czerwca 2002 | Edmonton Gold | 11:55 | Vancouver Wave | Edmonton |
| 2 czerwca 2002 |               | 11:55 |                | Edmonton |

| 2 czerwca 2002 | Calgary Mavericks | 14:26 | Vancouver Island Crimson Tide | Calgary |
| 2 czerwca 2002 |                   | 14:26 |                               | Calgary |

| 8 czerwca 2002 | Saskatchewan Prairie Fire | 3:20 | Fraser Valley Venom | Regina |
| 8 czerwca 2002 |                           | 3:20 |                     | Regina |

| 15 czerwca 2002 | Vancouver Wave | 10:15 | Vancouver Island Crimson Tide | Vancouver |
| 15 czerwca 2002 |                | 10:15 |                               | Vancouver |

| 15 czerwca 2002 | Edmonton Gold | 12:50 | Fraser Valley Venom | Edmonton |
| 15 czerwca 2002 |               | 12:50 |                     | Edmonton |

| 15 czerwca 2002 | Calgary Mavericks | 41:10 | Saskatchewan Prairie Fire | Calgary |
| 15 czerwca 2002 |                   | 41:10 |                           | Calgary |

| 22 czerwca 2002 | Saskatchewan Prairie Fire | 23:17 | Edmonton Gold | Regina |
| 22 czerwca 2002 |                           | 23:17 |               | Regina |

| 22 czerwca 2002 | Vancouver Wave | 21:11 | Fraser Valley Venom |  |
| 22 czerwca 2002 |                | 21:11 |                     |  |

| 5 lipca 2002 | Vancouver Wave | 10:17 | Calgary Mavericks | Burnaby Lake Rugby Club, Burnaby |
| 5 lipca 2002 |                | 10:17 |                   | Burnaby Lake Rugby Club, Burnaby |

| 6 lipca 2002 | Vancouver Island Crimson Tide | 31:19 | Saskatchewan Prairie Fire | Cowichan Rugby Club, Duncan |
| 6 lipca 2002 |                               | 31:19 |                           | Cowichan Rugby Club, Duncan |

| 7 lipca 2002 | Fraser Valley Venom | 17:3 | Calgary Mavericks | Rotary Stadium, Abbotsford |
| 7 lipca 2002 |                     | 17:3 |                   | Rotary Stadium, Abbotsford |

| 13 lipca 2002 | Calgary Mavericks | 31:5 | Edmonton Gold | Calgary Rugby Park, Calgary |
| 13 lipca 2002 |                   | 31:5 |               | Calgary Rugby Park, Calgary |

| 14 lipca 2002 | Vancouver Island Crimson Tide | 17:19 | Fraser Valley Venom | Velox RFC, Victoria |
| 14 lipca 2002 |                               | 17:19 |                     | Velox RFC, Victoria |

## Finał
| 27 lipca 2002 | Newfoundland Rock | 3:6 | Vancouver Island Crimson Tide | Swilers Rugby Complex, St. John's Widzów: 3000 |
| 27 lipca 2002 |                   | 3:6 |                               | Swilers Rugby Complex, St. John's Widzów: 3000 |